# Тяптин, Трофим Анисифорович
Трофи́м Ани́сифорович Тяптин  (1886, д. Верхне-Николаевская, Уфимская губерния, Российская империя — 18 ноября 1918, Барнаул, Государство Российское) — участник Гражданской войны, борец за установление Советской власти на Алтае.

## Биография
Родился в деревне Верхне-Николаевской Уфимской губернии, в семье крестьянина-бедняка. Образование — сельская школа. Рано пошёл на заработки. Трудовую деятельность начал слесарем в депо станции Абдулино Самаро-Златоустовской железной дороги. Здесь впервые познакомился с нелегальной социалистической литературой, сошёлся с подпольщиками. Участвовал в революционных событиях 1905 г.
Военную службу проходил на Дальнем Востоке в железнодорожном батальоне, где вёл нелегальную работу среди солдат. После демобилизации работал помощником машиниста, машинистом паровоза на Амурской железной дороге. В августе 1917 г. большевик Тяптин приезжает в Барнаул, устраивается машинистом паровоза. Принимает участие в политической жизни, завоевывает доверие рабочих, которые в октябре 1917 г. избирают его в городской Совет рабочих и солдатских депутатов.
Входит в состав исполкома совета, затем Совет назначает его комиссаром Алтайской железной дороги. Тяптин прилагает много сил к созданию отрядов Красной гвардии в Барнауле. Во время перехода власти к Советам в Барнауле железнодорожники стали главной опорой большевиков. Тяптин руководит отправкой хлебных эшелонов для голодающих рабочих Москвы, Петрограда и других промышленных центров России.
14 мая 1918 г. Тяптин выехал в Москву на Всероссийский съезд комиссаров железных дорог. На обратном пути в Новониколаевске был арестован восставшими белочехами и этапирован в барнаульскую тюрьму. 18 ноября 1918 г., под предлогом перевода в новониколаевскую тюрьму, вывезен белогвардейцами из города и близ станции Алтайской расстрелян вместе с большевиками Каревым, Беловым, Лукьяненко и Веховским.

## Память

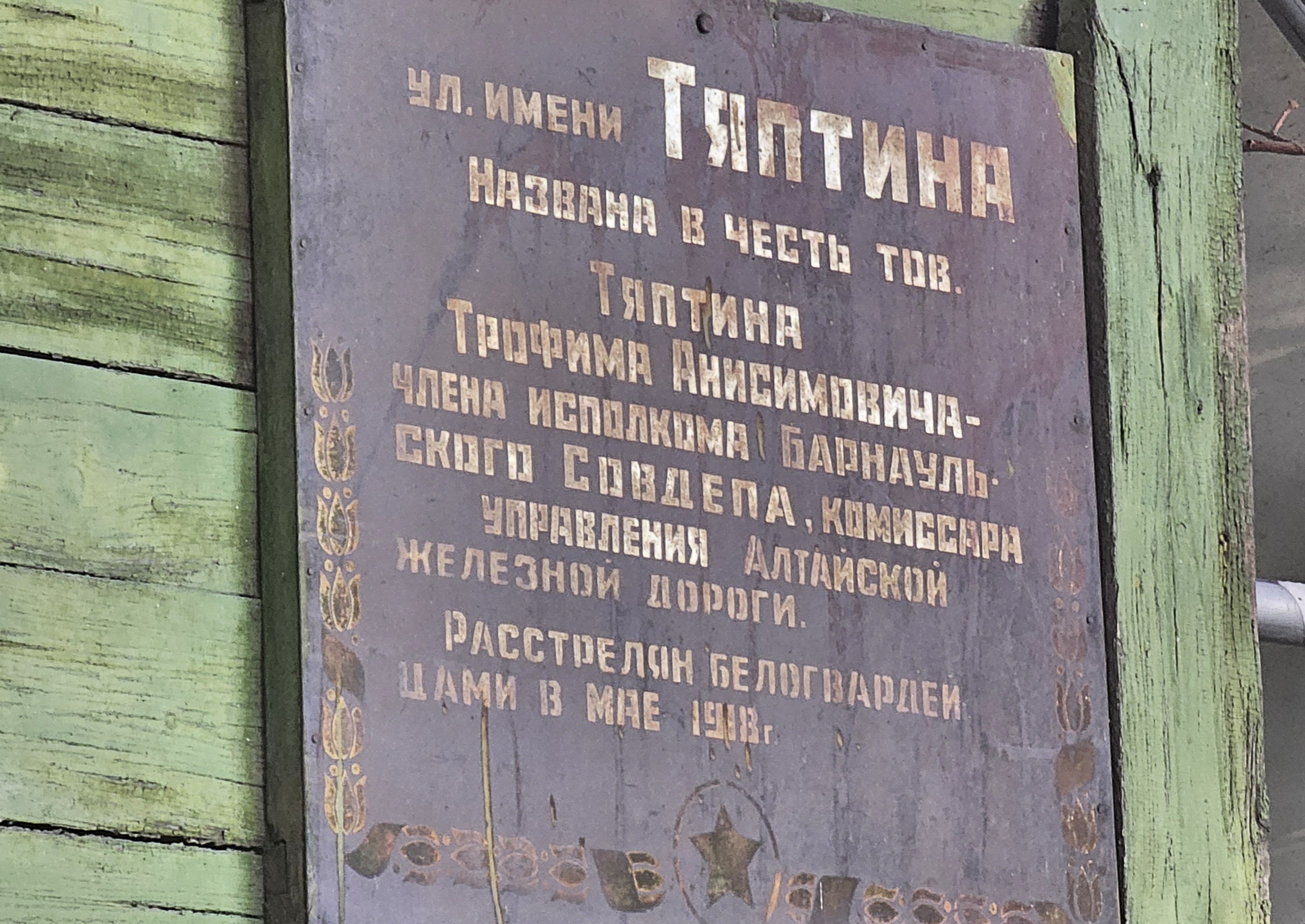
Памятная табличка на фасаде дома Барнауле

Именем Тяптина названа улица в Нагорной части Барнаула (бывшая Вагановская). Памятная табличка на доме №45 улицы гласит: «ул. имени Тяптина названа в честь тов. Тяптина Трофима Анисимовича — члена исполкома Барнаульского совдепа, коммисара управления Алтайской железной дороги. Расстрелян белогвардейцами в мае 1918 г.».